# Il presagio
Il presagio (The Omen) è un film del 1976 diretto da Richard Donner.
L'edizione home video è stata distribuita con il titolo Omen - Il presagio.

## Trama
6 giugno 1970, ore 6:00. Robert Thorn, diplomatico statunitense a Roma, viene informato che il proprio figlio è nato morto. Alcuni prelati che gestiscono l'ospedale suggeriscono all'uomo di accettare la sostituzione del neonato morto con un bambino nato contemporaneamente al suo, la cui madre (donna senza famiglia e sconosciuta) è morta di parto. Thorn, ancora sconvolto dalla triste notizia, si lascia persuadere allo scambio, senza rivelare nulla alla moglie e lasciandole credere che il neonato sia realmente figlio loro.
Nominato ambasciatore degli Stati Uniti in Gran Bretagna, Thorn, con la moglie Kathie e il piccolo Damien, si trasferisce a Londra, dove la famiglia vive un periodo felice e sereno. La tranquillità viene turbata il giorno del quinto compleanno di Damien, quando la sua bambinaia, di fronte ad una folla di bambini festanti, si suicida gettandosi dalla finestra con un cappio al collo. La morte della bambinaia induce uno dei sacerdoti che avevano accolto il bambino nell'ospedale a mettersi in contatto con il diplomatico, rivelandogli come Damien sia stato in realtà partorito da una sciacalla. Thorn naturalmente non gli crede e lo caccia via in malo modo, ma il religioso non demorde e, poco prima di essere mortalmente trafitto da un parafulmine, riesce a mettere in guardia Thorn affinché sorvegli attentamente Kathie, che nel frattempo è rimasta nuovamente incinta: Damien, infatti, pur di ereditare l'intero patrimonio del padre non avrebbe scrupoli a disfarsi di chiunque lo possa ostacolare.
La predizione puntualmente si avvera e Kathie, fatta cadere dalla balaustra ad opera del figlio, perde il bambino che attendeva e viene ricoverata d'urgenza in ospedale. A questo punto Thorn, che comincia a nutrire forti sospetti sui misteriosi avvenimenti, decide di indagare con l'aiuto del fotografo Jennings. Quest'ultimo, presente durante i festeggiamenti del compleanno di Damien e venuto in possesso di alcune fotografie che ritraggono il prete, si è accorto di un inquietante particolare: nelle foto, sia la figura del prete che quella della bambinaia sono attraversate da una riga sfocata che ricalca esattamente la dinamica del loro decesso. Thorn e Jennings visitano la stanza del prete rimasto ucciso e, rovistando tra le sue carte, apprendono con sgomento che Damien altri non è che l'Anticristo, il figlio del diavolo incarnato in un innocente bambino, la bestia che sale dal “mare eterno” (interpretato con il mondo della politica).
I due si mettono sulle tracce di Padre Spiletto, il sacerdote che gli aveva affidato il neonato, ma trovano un nuovo ospedale al posto di quello vecchio distrutto da un incendio. Il sacerdote lo ritrovano a Frosinone, in Italia, accudito dai monaci nell'Abbazia di San Domenico. Il sacerdote ha il volto deturpato dall'incendio che anni prima aveva devastato l'ospedale ed è incapace di parlare, ma riesce a scrivere su una pietra dove trovare la tomba della madre del bambino, nel cimitero di Cerveteri. Una volta giunti sul posto, il diplomatico e il fotografo scoprono la tomba della sciacalla che ha partorito Damien e quella del vero figlio di Thorn, ucciso subito dopo la nascita per far sì che l'Anticristo potesse entrare a far parte della sua famiglia. A questo punto l'ambasciatore si reca a Megiddo per incontrare il professor Bugenhagen, in possesso dei sette pugnali in grado di uccidere l'Anticristo. Thorn esita poiché non ha il coraggio di uccidere il bambino, ma le morti di Jennings, decapitato da una lastra di vetro, e di Kathie, uccisa dalla nuova bambinaia di Damien,  la signorina Baylock, lo convincono ad andare sino in fondo.
Tornato a Londra, Thorn prende con sé il bambino e, dopo aver ucciso per autodifesa la Baylock, lo porta in una chiesa: solo in un luogo consacrato il figlio di Satana può essere ucciso. Non sa però di essere braccato dalla polizia, messa in allarme dalla sua guida sospetta. Le forze dell'ordine entrano in chiesa proprio nel momento in cui Thorn sta per pugnalare il figlio e aprono il fuoco. L'ambasciatore viene ucciso nella sparatoria, mentre Damien è salvato dalla polizia e affidato a quello che sembra essere il presidente degli Stati Uniti e famiglia, anch'essi ignari della sconvolgente verità che riguarda il bambino. Alla fine Damien saluta gli spettatori con un sorriso inquietante.

## Produzione

### Sceneggiatura
Il romanzo Il presagio, basato sul film e scritto dallo sceneggiatore David Seltzer, fu pubblicato due settimane prima della distribuzione della pellicola, cosa che fece erroneamente credere a molti che il film fosse la trasposizione del romanzo e non il contrario.

### Riprese
Le riprese del film iniziarono il 6 ottobre 1975 e durarono undici settimane, concludendosi il 9 gennaio 1976.
Le scene furono girate in esterni a Bishop's Park a Fulham a Londra e nella cattedrale di Guildford nel Surrey. La residenza di campagna dei Thorn fu girata a Pyrford Court, sempre nel Surrey. La chiesa utilizzata nella scena finale è St Peter's a Staines-upon-Thames. Ulteriori riprese ebbero luogo agli Shepperton Studios fuori Londra, così come in esterni a Gerusalemme.
In Italia il palazzo in cui abita l'ambasciatore Thorne a Roma si trova in Piazza Mincio, al Quartiere Coppedè, che è stato utilizzato anche in altri film. L'ospedale in cui nasce il piccolo Damien è ambientato in Piazza Santa Maria in Trastevere. Il nuovo ospedale che ha preso il posto di quello dove era nato Damien, distrutto da un incendio, dovrebbe trovarsi nello stesso luogo del vecchio edificio, ed infatti è lì che Thorn arriva in taxi per indagare, ma quando la macchina da presa si sposta alle spalle della vettura, il nuovo ospedale è in realtà un edificio dell'EUR, a parecchi chilometri di distanza.
Il monastero nel quale si è ritirato Padre Spiletto è la Badia di San Sebastiano, ad Alatri in provincia di Frosinone.

### Le "strane coincidenze"
Come avvenuto in altre lavorazioni di film afferenti al genere horror (si pensi ad esempio a Poltergeist - Demoniache presenze del 1982 o all'italiano Cannibal Holocaust di quattro anni dopo, o in particolare a film inerenti al demonio, come L'esorcista), una serie di coincidenze o di incidenti sono stati associati dai media o dalle stesse produzioni del film al tipo di argomento trattato dal film. Come hanno raccontato lo stesso regista Richard Donner e il produttore Harvey Bernhard in varie interviste. Nel dettaglio:
- L'aereo proveniente da Los Angeles su cui viaggiava Gregory Peck fu colpito da un fulmine. Tre giorni dopo sullo stesso aereo stava viaggiando David Seltzer quando venne nuovamente colpito da un fulmine e lo stesso avvenne al produttore esecutivo Mace Neufeld pochi giorni dopo.[6]
- La stazione metropolitana di Green Park a Londra saltò in aria mentre la troupe cinematografica vi si stava recando.
- Per realizzare alcune riprese dall'alto, il regista noleggiò un piccolo aeroplano che poi, per decisione dello stesso regista, non venne utilizzato il giorno stabilito. Fu una sfortuna: l'aereo, poco dopo essere decollato, perse quota e precipitò, investendo in pieno l'auto sulla quale viaggiavano la moglie ed i figli del pilota. Morirono tutti.
- Il film includeva scene con animali: la produzione si affidò a dei magnifici esemplari di rottweiler. Il risultato si rivelò eccellente ma in più di un’occasione, nonostante l’esperienza ed un’attenta preparazione, i cani attaccarono i loro addestratori e ferirono gravemente lo stuntman Terry Walsh.[6]
- Lo specialista per gli effetti speciali John Richardson, autore della celebre sequenza della decapitazione del fotografo, il 13 agosto 1976 (coincidenza, un venerdì) si trovava in Belgio sul set del film Quell'ultimo ponte quando ebbe un terribile incidente d'auto frontale. La fidanzata, Liz Moore, che era in auto con lui, morì decapitata da una lastra di metallo. Quando egli si riprese e scoprì che la ragazza era morta vide un cartello stradale con scritto “Je bent weg van Ommen 66.6 km" ovvero "Siete lontani da Ommen 66,6 km". Ommen è una città olandese, a 138 km di distanza da Amsterdam, dal nome simile al titolo originale del film (The Omen) e il numero 66,6 richiama quello della bestia.[6]

## Riconoscimenti
- 1977 – Premio Oscar
  - Miglior colonna sonora a Jerry Goldsmith
  - Candidatura alla miglior canzone (Ave Satani) a Jerry Goldsmith
- 1977 – Golden Globe
  - Candidatura al miglior attore debuttante a Harvey Stephens
- 1977 – BAFTA
  - Candidatura alla miglior attrice non protagonista a Billie Whitelaw

È stato incluso nel saggio The Fifty Worst Films of All Time, cioè i 50 peggiori film di sempre.

## Sequel, prequel e remake
Il film ha avuto tre seguiti, un prequel, un remake e una serie televisiva:

### Sequel
- La maledizione di Damien (1978)
- Conflitto finale (1981)
- Omen IV - Presagio infernale – film TV (1991)

### Prequel
- Omen - L'origine del presagio (2024)

### Remake
Nel 2006 è stato realizzato un remake, Omen - Il presagio, per il quale è stata scelta la suggestiva data d'uscita del 6 giugno 2006 (ossia il 6/6/06, con evidente riferimento al 666 della numerazione esoterica).

### Serie televisiva
Nel 2016 sul canale A&E viene trasmessa la serie televisiva Damien. La serie è un sequel diretto del film di Donner e racconta le vicende di Damien Thorn trentenne, interpretato da Bradley James.